# Mallada clavatus
Mallada clavatus är en insektsart som beskrevs av C.-k. Yang och X.-k. Yang 1991. Mallada clavatus ingår i släktet Mallada och familjen guldögonsländor. Inga underarter finns listade i Catalogue of Life.